# اچ‌ام‌سی‌اس میرامیچی (جی۱۶۹)
اچ‌ام‌سی‌اس میرامیچی (جی۱۶۹) (به انگلیسی: HMCS Miramichi (J169)) یک کشتی بود که طول آن ۱۸۰ فوت (۵۴٫۹ متر) بود. این کشتی در سال ۱۹۴۱ ساخته شد.